# Applegarthtown
Applegarthtown es una entidad de población escocesa del concejo de Dumfries y Galloway. 

## Toponimia
El lugar puede aparecer referido como «Applegarthtown», «Applegarth» y «Applegirth».

## Historia
Hacia mediados del siglo XIX, el lugar tenía contabilizada una población de 858 habitantes. Aparece descrito en el primer tomo del Novísimo diccionario geográfico, histórico, pintoresco universal (1863) con las siguientes palabras:

APPLEGARTH, pueblo de Escocia, condado de Dumfries, á orillas del Annan y del Dryfe, en territorio fertil. Tiene un hermoso castillo. Pob. 858 hab.